# 검바위역
검바위역(Geombawi station, 黔바위驛)은 인천광역시 서구 검암동에 위치한 인천 도시철도 2호선의 전철역이다. 이 역부터 검암역까지 지상 구간이다.

## 특징
4개의 출구를 갖고 있으며 지상 고가 역사를 갖추고 있다. 운연 방면으로 이 역부터 아시아드경기장역까지 지하로 내려가는 급경사 내리막 구간이 있으며, 급경사의 정도가 55퍼밀로 대한민국에서 가장 경사도가 높은 선로 구간이다. 그러나 내려갈 때는 속도를 느리게 조정해서 운행을 하기 때문에 경사로를 내려가고 있다는 느낌이 잘 들지 않는다.
서인천고등학교 방면에만 엘리베이터와 에스컬레이터가 있다.

## 역사
- 2015년 10월 5일 : 검바위역으로 역명 결정[1]
- 2016년 7월 30일 : 인천 도시철도 2호선 개통과 함께 영업 개시[2]

## 역 구조
2면 2선의 상대식 승강장을 갖추고 있으며, 스크린도어가 설치되어 있다.

### 승강장
| 검암 ↑           |
| \| 상            |
| ↓ 아시아드경기장 |

| 상행 | ● 인천 도시철도 2호선 | 검암·검단오류 방면                                      |
| 하행 | ● 인천 도시철도 2호선 | 서구청·석남·인천가좌·주안·남동구청·인천대공원·운연 방면 |

- 대합실을 통해 반대편 승강장으로 이동이 가능하다.

## 역 주변
| 나가는 곳 | 방면                                                                                              |
| --------- | ------------------------------------------------------------------------------------------------- |
| 1         | 서구국민체육센터 검암중학교 인천검암초등학교 인천은지초등학교                                     |
| 2         | 대인고등학교                                                                                      |
| 3         | 서인천고등학교 인천검암동우체국 인천간재울초등학교 서곶지구대 인천서구자원봉사센터 인천새마을회관 |
| 4         | 간재울중학교 검암경서동 행정복지센터 검암119안전센터                                              |

## 인접한 역
| 인천 도시철도 2호선     | 인천 도시철도 2호선   | 인천 도시철도 2호선           |
| ----------------------- | --------------------- | ----------------------------- |
| I207 검암 검단오류 방면 | ● 인천 도시철도 2호선 | I209 아시아드경기장 운연 방면 |

## 사진

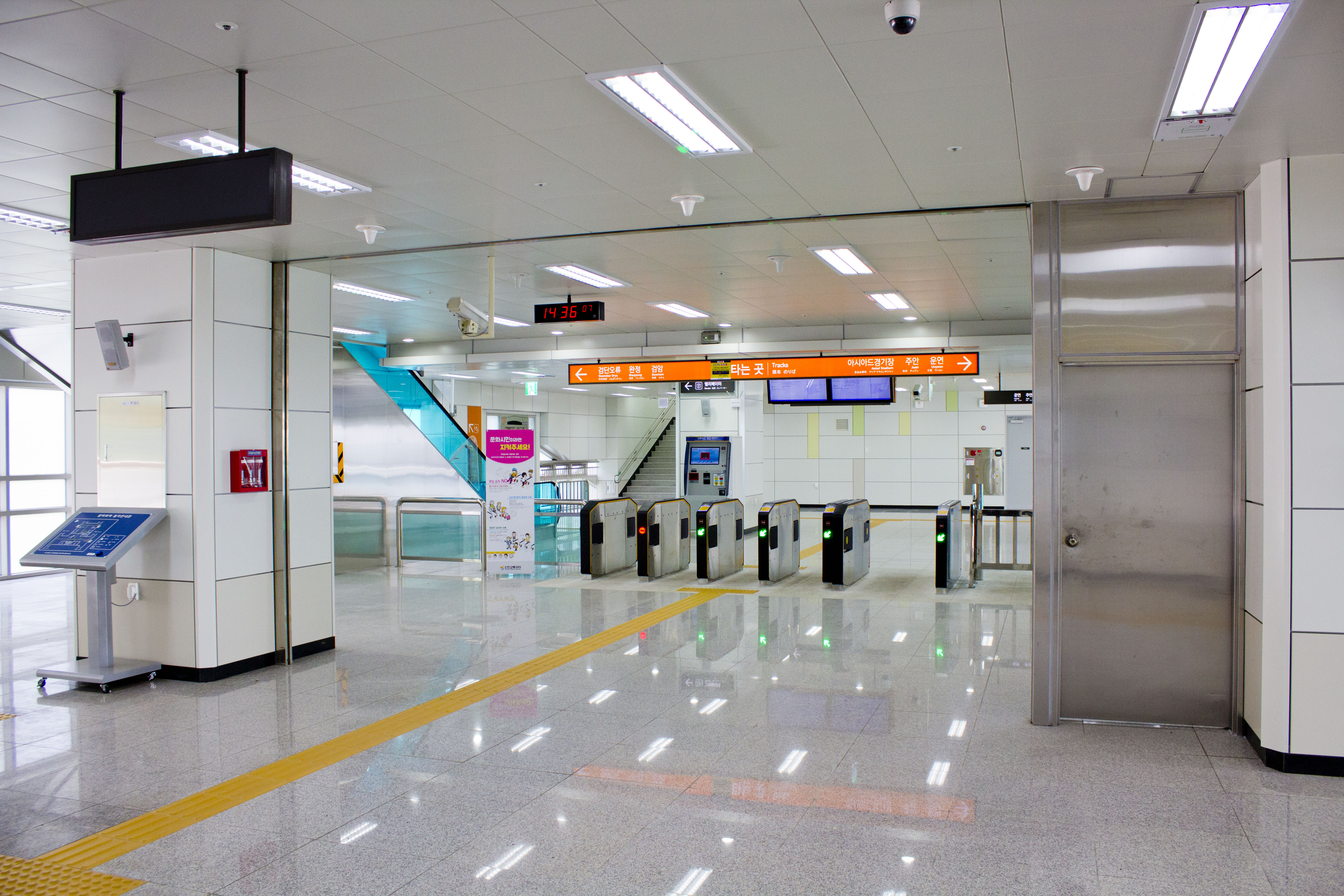
인천2호선 검바위역 맞이방(대합실)
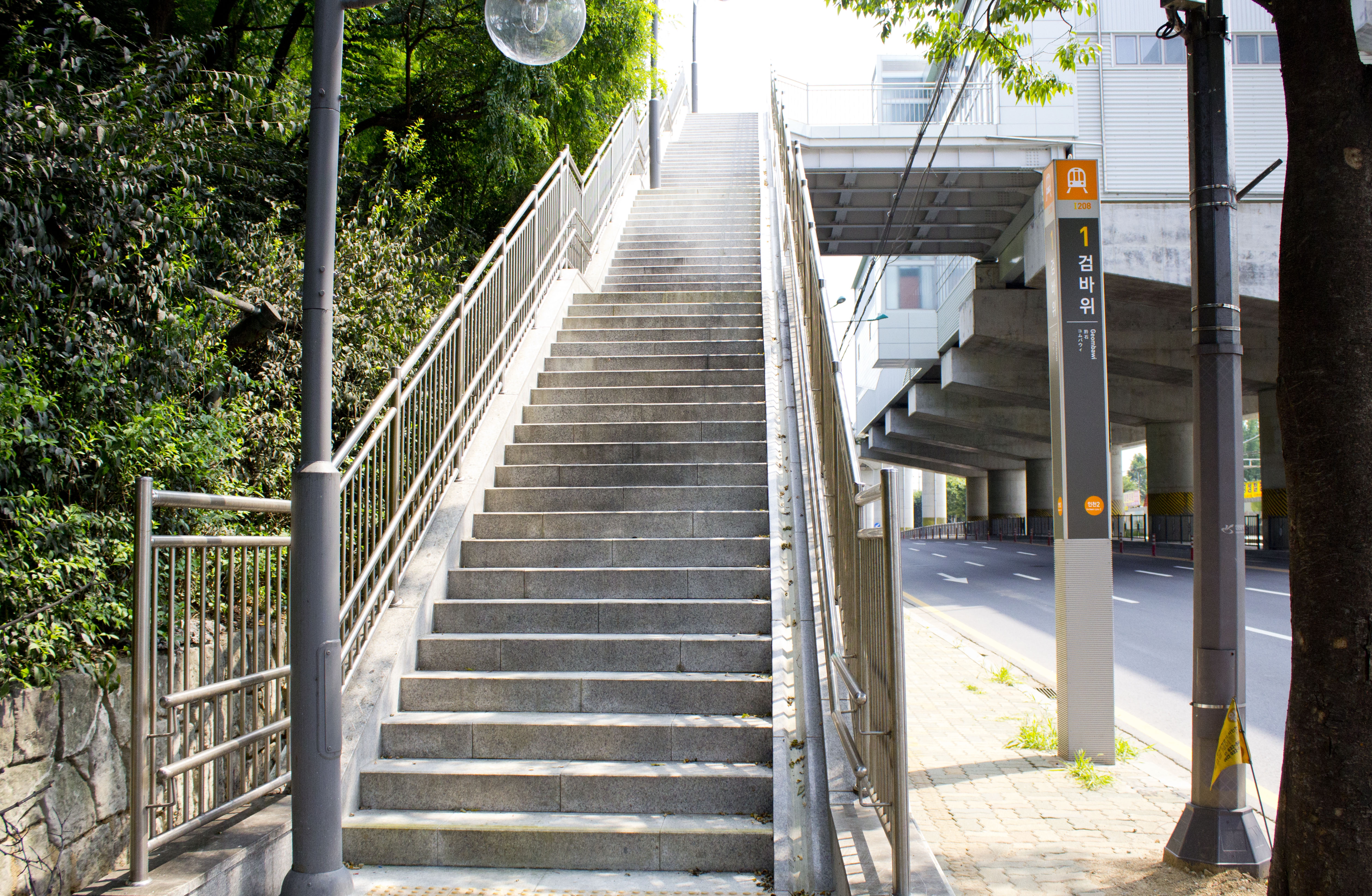
인천2호선 검바위역 1번출구
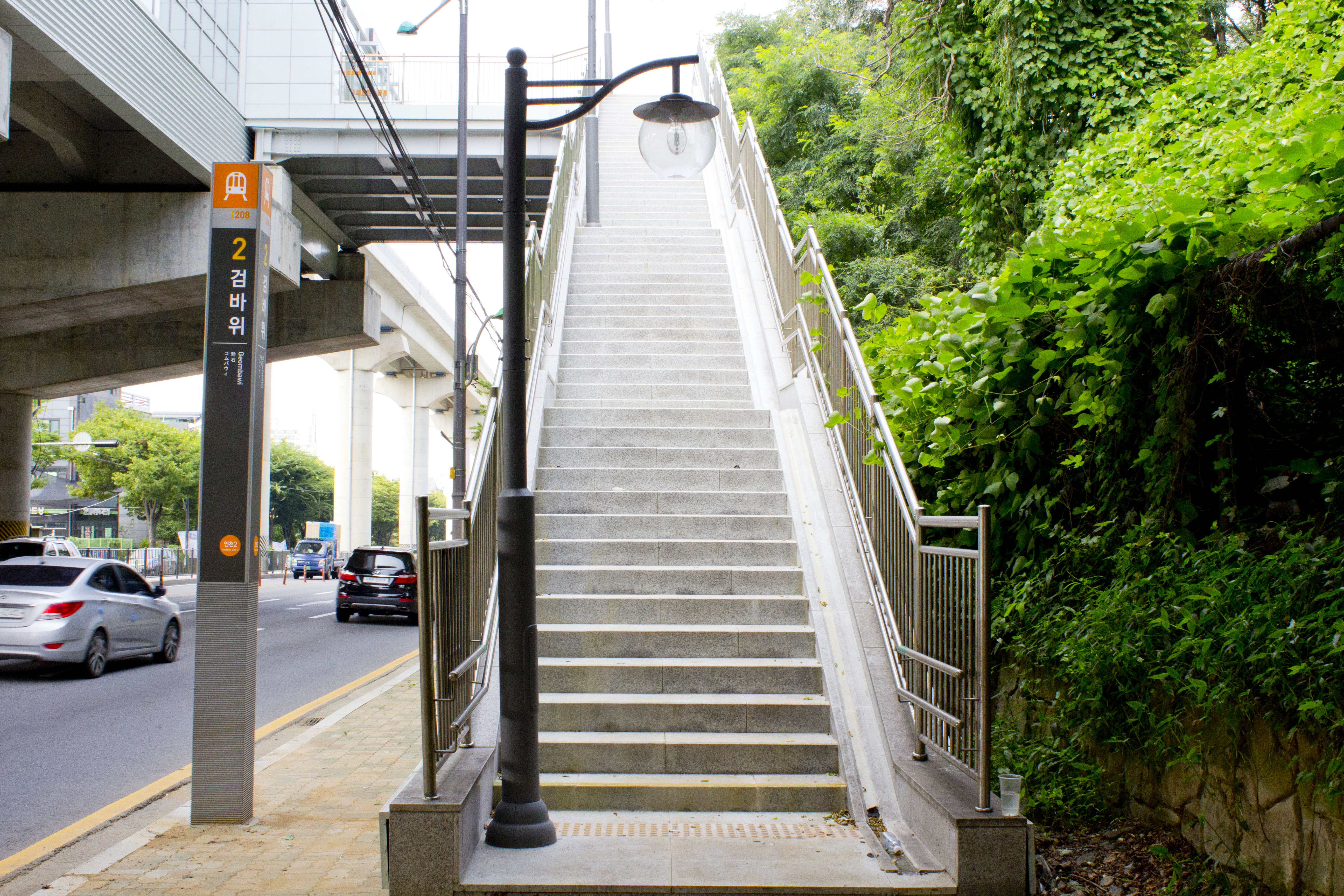
인천2호선 검바위역 2번출구
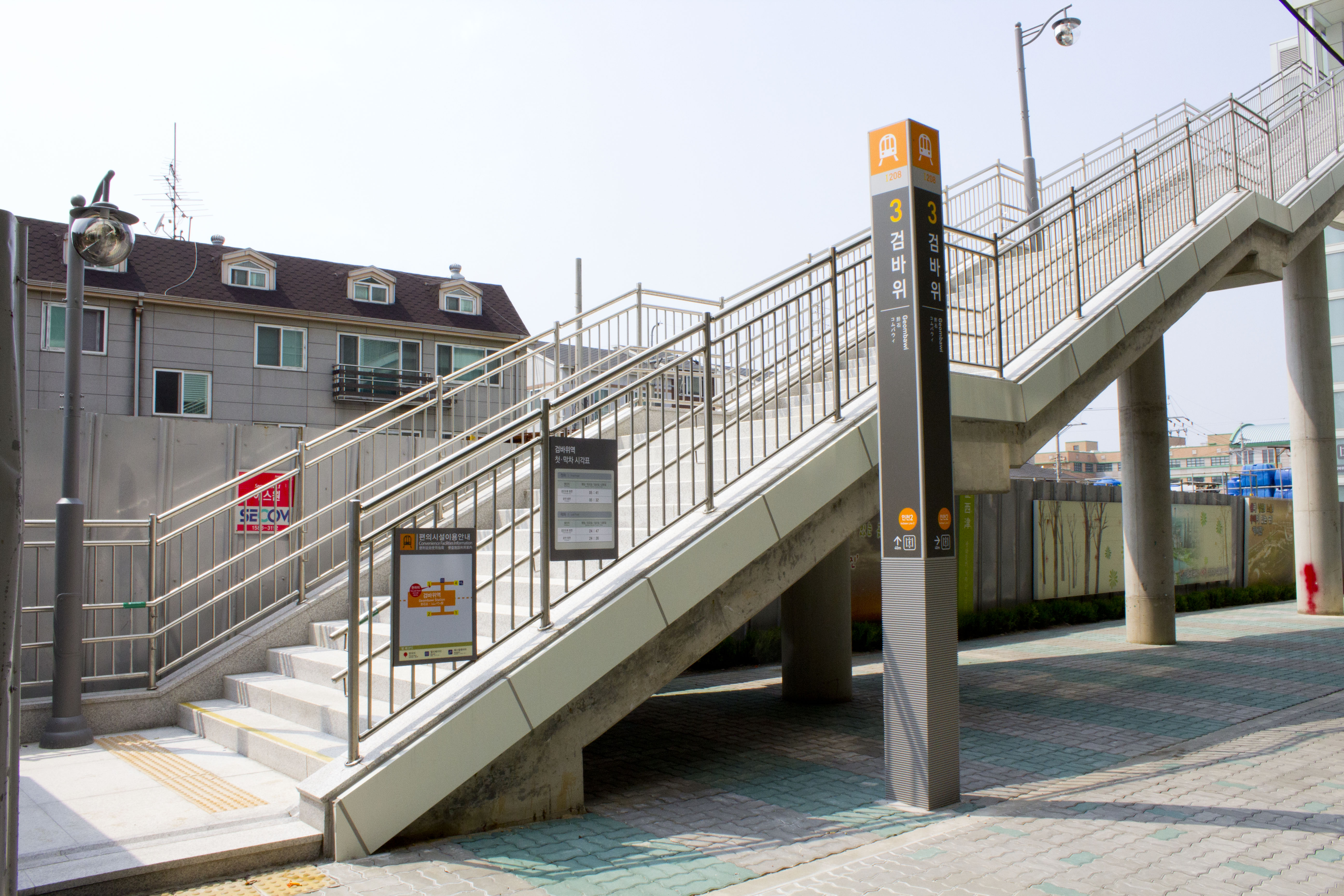
인천2호선 검바위역 3번출구
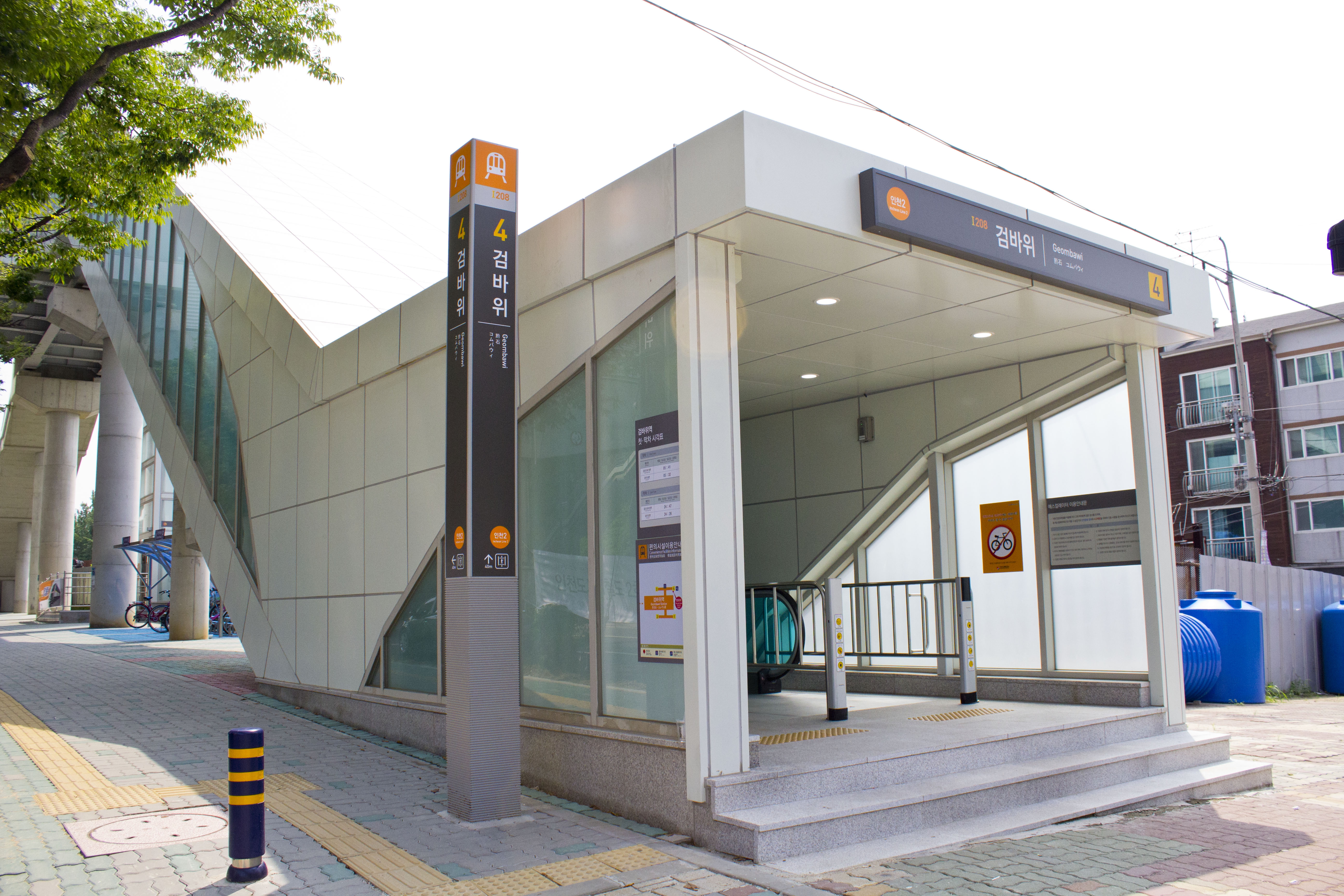
인천2호선 검바위역 4번출구